# Trần Quốc Hiền
Trần Quốc Hiền (sinh năm 1965), còn có tên là Ba Tam hay Ba Dũng, là một luật sư và nhân vật bất đồng chính kiến tại Việt Nam. Ông tham gia đấu tranh kêu gọi xóa bỏ điều 4 của Hiến pháp Việt Nam, đòi thực hiện đa đảng nhân dịp phái đoàn của Mỹ sang Việt Nam dự Hội nghị APEC vào tháng 11 năm 2006. Trước khi bị bắt ông là giám đốc Công ty Tư vấn luật Sài Gòn. Ông cũng là thành viên của tổ chức hoạt động vì dân chủ, Khối 8406.
Ngày 15 tháng 5 năm 2007, ông bị đưa ra xét xử ở tòa án nhân dân Thành phố Hồ Chí Minh và bị xử phạt 5 năm tù. Trần Quốc Hiền được thả về nhà ngày 11 tháng 1 năm 2012 nhưng vẫn phải chịu hai năm quản chế tại địa phương.